# لورا غرانفيل
لورا غرانفيل (بالإنجليزية: Laura Granville)‏ مواليد 12 مايو 1981 في شيكاغو، هي لاعبة كرة مضرب أمريكية سابقة بدأت مسيرتها كمحترفة سنة 2001، اعتزلت اللعب في 2010.

## النهائيات

### الفردي: 1 (0-1)
| الحصيلة | الرقم | التاريخ       | الدورة                       | الأرضية | المنافس في النهائي | النتيجة في النهائي |
| الوصافة | 1.    | 15 أغسطس 2004 | أودلم براون فانكوفر المفتوحة | صلبة    | نيكول فايديسوفا    | 6–2, 4–6, 2–6      |

## روابط خارجية
- لورا غرانفيل على موقع رابطة محترفات التنس (الإنجليزية)
- لورا غرانفيل على موقع الاتحاد الدولي لكرة المضرب (الإنجليزية)
- لورا غرانفيل على موقع كأس بيلي جين كينغ (الإنجليزية)
- لورا غرانفيل على موقع خلاصة التنس.كوم (الإنجليزية)
- لورا غرانفيل على موقع إي إس بي إن.كوم (الإنجليزية)